# Shahrestān di Bastak
Lo shahrestān di Bastak (farsi شهرستان بستک) è uno dei 13 shahrestān della provincia di Hormozgan, il capoluogo è Bastak. Lo shahrestān è suddiviso in 3 circoscrizioni (bakhsh): 
- Centrale (بخش مرکزی)
- Jenah (بخش جناح), con la città di Jenah.
- Kukherd (بخش کوخرد), con la città di Kukherd.